# Prężyce

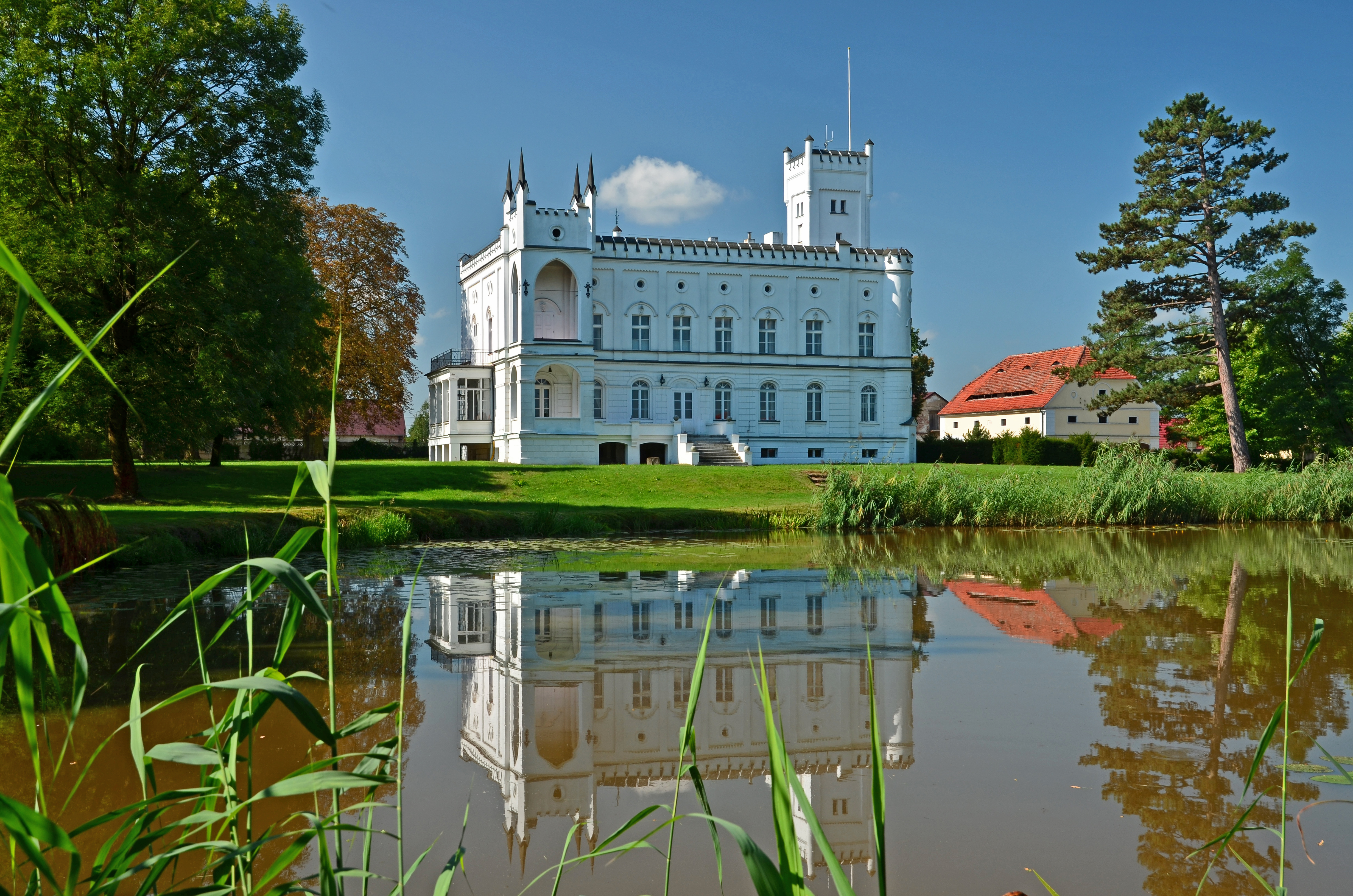
Schloss Brandschütz

Prężyce (deutsch: Brandschütz) ist ein Ort in der Stadt- und Landgemeinde Miękinia (Nimkau) im Powiat Średzki der Woiwodschaft Niederschlesien in Polen.

## Lage
Nachbarorte sind Lenartowice (Leonhardwitz) im Westen, Czerna (Tschirnau) im Süden, Gosławice (Gniefgau) im Südosten.

## Geschichte
Der Ort wurde 1319 als „Branschin“, 1401 als „Pranschiz“ sowie 1466 als „Pranse“ erwähnt. Nach dem Ersten Schlesischen Krieg fiel Brandschütz mit dem größten Teil Schlesiens 1741/42 an Preußen. 1845 gehörte das Dorf dem Rittmeister a. D. Friedrich Wilhelm Fichtner und zählte 41 Häuser, ein herrschaftliches Schloss, 283 Einwohner (davon 71 katholisch), evangelische und katholische Kirche zu Auras, eine ca. 1800 gegründete evangelische Schule mit einem Lehrer, eingeschult: Gniefgau, eine Windmühle, eine Ziegelei, sechs Handwerker und zwei Händler. Brandschütz gehörte bis 1945 zum Landkreis Neumarkt. Als Folge des Zweiten Weltkriegs fiel Brandschütz 1945 mit fast ganz Schlesien an Polen. Nachfolgend wurde es in Prężyce umbenannt. Die deutsche Bevölkerung wurde – soweit sie nicht schon vorher geflohen war – vertrieben. Die neu angesiedelten Bewohner stammten teilweise aus Ostpolen, das an die Sowjetunion gefallen war.

## Sehenswürdigkeiten
- Schloss Brandschütz[2]